# Acrotemnus
Macropycnodon
Genre
Synonymes
- †Macropycnodon Shimada et al. 2010

Acrotemnus est un genre fossile de poissons à nageoires rayées de l’ordre des Pycnodontiformes. Selon Paleobiology Database en 2023, ce genre a deux espèces référencées, Acrotemnus faba et Acrotemnus streckeri.

## Classification
Décrit par Louis Agassiz en 1837,, le genre contenait alors une seule espèce, Acrotemnus faba † (Agassiz 1837).

### Synonymes
- †Macropycnodon Shimada et al. 2010[4],[2].

### Fossiles
Selon Paleobiology Database en 2023, ce genre a trois collections de fossiles référencées, deux collections du Niger et une du Texas aux États-Unis.
Il vivait lors du Turonien moyen du Crétacé supérieur,.

## Famille
- † Acrotemnus Agassiz, 1843
- † Anomoeodus Forir, 1887
- † Athrodon Sauvage, 1880
- † Callodus Thurmond, 1974
- † Coccodus
- † Coelodus Haeckel
- † Gyrodus Agassiz, 1843
- † Iemanja Wenz, 1989
- † Macromesodon Blake, 1905
- † Microdon Agassiz, 1833
- † Microdus
- † Micropycnodon Hibbard et Graffham, 1945
- † Neoproscinetes De Figueiredo et Silva Santos, 1990
- † Nonaphalagodus Thurmond, 1974
- † Omphalodus von Meyer, 1847
- † Paleobalistum
- † Paramicrodon Thurmond, 1974
- † Polypsephis Hay, 1899
- † Proscinetes Gistl, 1848
- † Pycnodus Agassiz, 1835
- † Pycnomicrodon Hibbard et Graffham, 1941
- † Sphaerodus Agassiz, 1843
- † Stemmatodus
- † Tepexichthys Applegate, 1992
- † Typodus Quenstedt, 1858
- † Xenopholis Davis, 1887

### Publication originale
- [1837] Louis Agassiz, Recherches Sur Les Poissons Fossiles Tome II (8me, 9me livraison), vol. Tome II (8me, 9me livraison), 1837, 225-264 p.